# Aftenland
Aftenland è un album in studio del sassofonista norvegese Jan Garbarek, pubblicato nel 1980.

## Tracce
1. Aftenland – 7:14
2. Syn – 6:42
3. Linje – 1:58
4. Bue – 2:04
5. Enigma – 3:39
6. Kilden – 7:33
7. Spill – 4:21
8. Iskirken – 6:48
9. Tegn – 4:54

## Formazione
- Jan Garbarek – sassofono tenore, sassofono soprano, flauto
- Kjell Johnsen – organo a canne